# トリフルオロ酢酸
トリフルオロ酢酸（トリフルオロさくさん、英: trifluoroacetic acid）は化学式が C2HF3O2、またはCF3COOH と表されるカルボン酸である。しばしば TFA と略される。

## 概要
吸湿性があり、酸化力の無い有機強酸である。
分子構造は酢酸と似ているが、メチル基の水素が3個のフッ素原子に置換している。フッ素の電子求引性によりプロトン解離時のアニオン（共役塩基）は負電荷が非局在化し安定化されるため、酢酸よりも強い酸性を示す。トリフルオロ酢酸は有機溶媒に可溶な強酸であるという特徴から、しばしば有機合成化学において用いられる。酢酸と似た刺激臭を持つ無色の液体で、水にも混和性があり、酸解離定数 pKaは -0.3 である。
国際化学物質安全性カード (ICSC) ではヒトの身体への暴露について、「あらゆる接触を避ける」と記している。特に水中生物への有害性が高いため、漏洩物処理については「環境中に放出してはならない」とする。

## 合成
トリフルオロ酢酸の合成には、シモンズ法による酢酸のフッ素化が最も良い方法とされている。フッ化水素と酢酸の混合物を適切な電圧で電気分解させると陽極で電気的フッ素化反応が起こる。この反応はカルボン酸が壊れないため非常に穏やかな反応である。
CH3COOH+3 HF->CF3COOH +3 H2